# Tucker (cráter)
Tucker es un pequeño cráter de impacto lunar, situado en la parte sur del Mare Smythii. Se encuentra sobre el terminador oriental de la Luna, y desde el Tierra se ve casi en el límite de la zona visible. Se encuentra entre el cráter ligeramente más grande Lebesgue al noreste y el inundado de lava Kao al sur-suroeste.
|  |

Se trata de un pequeño impacto circular con forma de copa y un albedo más alto que el mar lunar oscuro que lo rodea. Es uno de los elementos más brillantes en el entorno, lo que indica una edad relativamente joven al no haber sufrido una meteorización espacial relevante. El cráter no está significativamente erosionado o cubierto por cráteres de importancia.
|  |  |